# William Beaudon
Pas d'image ? Cliquez ici

a Compétitions nationales et continentales officielles uniquement.

Dernière mise à jour le 21 avril 2025.
William Beaudon, né le 24 mars 1999 à Grenoble, est un joueur français de rugby à XV jouant au poste de demi de mêlée à l'US seynnoise.
Il est le fils d'Olivier qui a notamment joué pour les clubs du Racing CF, FC Grenoble, CA Périgueux et RC Toulon.

## Biographie
William Beaudon naît à Grenoble, et commence le rugby à l'école de rugby du RC Toulon avant de faire ses débuts avec l'équipe professionnelle en 2019.

## Palmarès
- RC Toulon
  - Vainqueur du Championnat de France espoirs en 2019